# Farní sbor Českobratrské církve evangelické v Zádveřicích-Rakové
Farní sbor Českobratrské církve evangelické v Zádveřicích-Rakové je sborem Českobratrské církve evangelické v Zádveřicích-Rakové. Sbor spadá pod Východomoravský seniorát
Sbor byl založen roku 1782.
Farářem sboru je Pavel Šebesta, kurátorem sboru je Ludvík Pastyřík.

## Faráři sboru
- Matěj Bystrický (1782–1785)
- Jan Šimon (1786–1792)
- Pavel Blažek (1795–1797)
- Jan Šimon (1797–1807)
- Jan Holý (1807–1843)
- Josef Opočenský (1843–1856)
- Bohumil Gerža (1856–1858)
- Benjamin Opočenský (1858–1903)
- František Pokora (1904–1908)
- Josef Jadrníček (1911–1921)
- František Pokora (1922–1937)
- Lubomír Moravec (1935–1936)
- Gustav Říčan (1938)
- Bohuslav Vik (1977–1987)
- Jan Tkadleček (1999–2006)
- Jiří Klimeš (2003–2006)
- Miloš Vavrečka (2006–2018)
- Pavel Šebesta (2020–)